# Volčiči
Vojni roman Volčiči (1981) Toneta Svetine govori o boju otrok – volčičev – in starcev v zaledju narodnoosvobodilnega boja na hrvaških tleh, na območju Kozare med 2. svetovno vojno.

## Vsebina
Zgodbo posreduje tretjeosebni pripovedovalec skozi oči Duška Gajića, nadarjenega in bistrega fanta, ki živi skromno a srečno otroštvo v srbski pravoslavni družini. Ko se vojna konča, je star 13 let. (Benhart 1981: 15) Skupaj z očetom Miletom, materjo Ano (tudi Anko), sestrico Vuko, bratoma Boro in Ilijo ter dedom Djurom živijo v vasici Gornja vas. V začetnih poglavjih je predstavljenih nekaj otrok, ki so si z Duškom blizu in ki se kasneje pojavljajo kot Duškovi kameradi v boju za preživetje.
Roman otvori kapitulacija Srbije, ustanovitev Neodvisne države Hrvaške pod Nemci in Italijani, ki jo vodi Ante Pavelić, sovražnik Srbov in začetek ustaško-nemške vojne proti Kozari, domačinom in partizanom. Bora kmalu oddide med partizane, Ilija je ubit. Nemci zajamejo skupino ubežnikov, med njimi Anko, Duška in Vuko. Moške pobijejo, tudi očeta Mileta, otroke pa ločijo od mater. Duška in Vuko odpeljejo v taborišče "Zbirališče za otroke beguncev", v kraju z imenom Jaska. Partizani otroke osvobodijo, vendar Duško in Vuka na poti iz taborišča pobegneta. Vuka zboli, zato se otroka zatečeta k družini, ki ju izda in vrne nazaj v taborišče, iz katerega ju vzame teta Stoja. Skupaj se vrnejo na domačo Kozaro, kjer se Duško in Vuka srečata z otroki, prepuščenimi sami sebi. Pridružita se jim. Pri skrivanju jim pomaga ded Djuro Gajić, ki je Dušku in otrokom v veliko podporo.
Posebno vlogo ima gozdar in lovec Mihajlo Čirić, ki se je med 1. svetovno vojno skupaj z dedom boril na Soški fronti. Mihajlo kot odredni obveščevalec skrbi za ranjence, pomaga mu ded pa tudi otroci. Poleg tega imata starca še en načrt. Znebiti se nemškega stotnika Anteja Kudele in njegovega izvidnika, košnjarja Stripeta Bakanjaca. Mihajlu uspe stotnika težje raniti, vendar ta preživi, v bolnišnici se začne njegov notranji razkroj. Košnjarju uspe ujeti deda in ga ubiti.
Oba sovražnika vidita smisel vojne v bogatenju in okoriščanju z bojnim plenom. Stotnik svoj zaklad skriva v mlinu pod okriljem dvojnega agenta, mlinarja Muja Begića. Stripe Bakanjac si mlinarja želi razkrinkati, saj je prepričan, da je izdajalec. skupaj s še dvema partizanoma, Franetom in Simo, mlinarju nastavi past, odkrije stotnikov zaklad, požge mlin, ubije mlinarjevo ženo Hano (Hanko), Mujo Begić pa komaj uide gotovi smrti. Stipe se Franeta znebi, Sima pa košnjarja težko rani in se z zakladom skrije doma. Košnjarja najdejo volčiči, Duško ga ubije in tako maščuje vse gorje, ki ga je prizadejal Stipe Bakanjac.
Kozara je zopet nezavzeto ozemlje, Nemci za čiščenje ozemlja zberejo devet bataljonov. Ante Kudela sodeluje kot vodnik in spremljevalec majorja Klausa Schlachta. Bora se okužen s tifusom domov vrne umret. Nemci ubijejo Vuko. Duško in Bosa ostaneta sama, kar ju še bolj zbliža. Zima prinese novega sovražnika: Čerkeze. Schlacht osvaja Kudelovo ljubico Klaro, da bi se ga znebil ga odstranijo v psihiatrično bolnišnico. Klara je partizanska agentka, njena zadnja naloga pa je, iznebiti se Schlachta, kar uspešno opravi. Poleti partizani obnovijo mlin, bliža se konec vojne. Kudela se vrne iz bolnišnice in skupaj s Simo dezertira. Beograd je osvobojen. Bosa odide v Beograd in Duško ostane sam. Tretji rajh in NDH se podirata. Partizani zajamejo ustaše in Nemce, kozarski kmetje se maščujejo. Mihajlo ubije Kudelo. Duško odide v dom za dečke od koder pobegne nazaj na Kozaro, kjer ga posvoji Mihajlo.

## Kritike
Roman Volčiči je jezikovno postavljen ob bok pisateljevi trilogiji in uspešnici Ukana. Avtor roman napiše po pripovedovanjih in ne iz lastnih izkušenj.
"Ne bi mogli reči, da so Volčiči fabulacijsko revnejši od Ukane." (Benhart 1963: 297)
"Kozara ustvarja junaško pesem, dolinski meščanski svet pa naturalistični roman razpadanja. V sposadu teh dveh svetov se prvi razrašča, drugi izgineva. Tone Svetina to nasprotje med rastjo in umiranjem prikazuje z nizanjem neskončnega števila dogodkov." (Bohanec 1891: 14)
Snov se deli antitetično, pripoved je plastična in zato jasno razvidna za preprostega bralca. Literarne osebe so zarisane jasno in izrazito ter so po literarnih lastnostih skoraj pravljične, da bi jih bralec hitro sprejel za svoje. Najizrazitejši motiv je smrt. delo ogravnava resnične zgodovinske dogodke. Roman je berljiv zaradi svoje naravnosti. Naturalistični drobci popisujejo nasilne usode in izzivajo gnus. (Bohanec 1891: 14)
Namen dela je pokazati vojno kot nesmiselno, kot veliko krivico, ki se ne sme ponoviti. (Horvat 1980: 6)
Pripoved, pisana v realistično-naturalističnem stilu, teče gladko, polna je zunanje in notranje napetosti, liki nastopajočih so upodobljeni živo, dialog je stvaren, opisi narave in letnih časov pa dopolnjujejo roman, ki vsekakor sodi med kvalitetnejša prozna dela sodobne slovenske književnosti. (Željeznov 1981: 8)